# Pamunkey

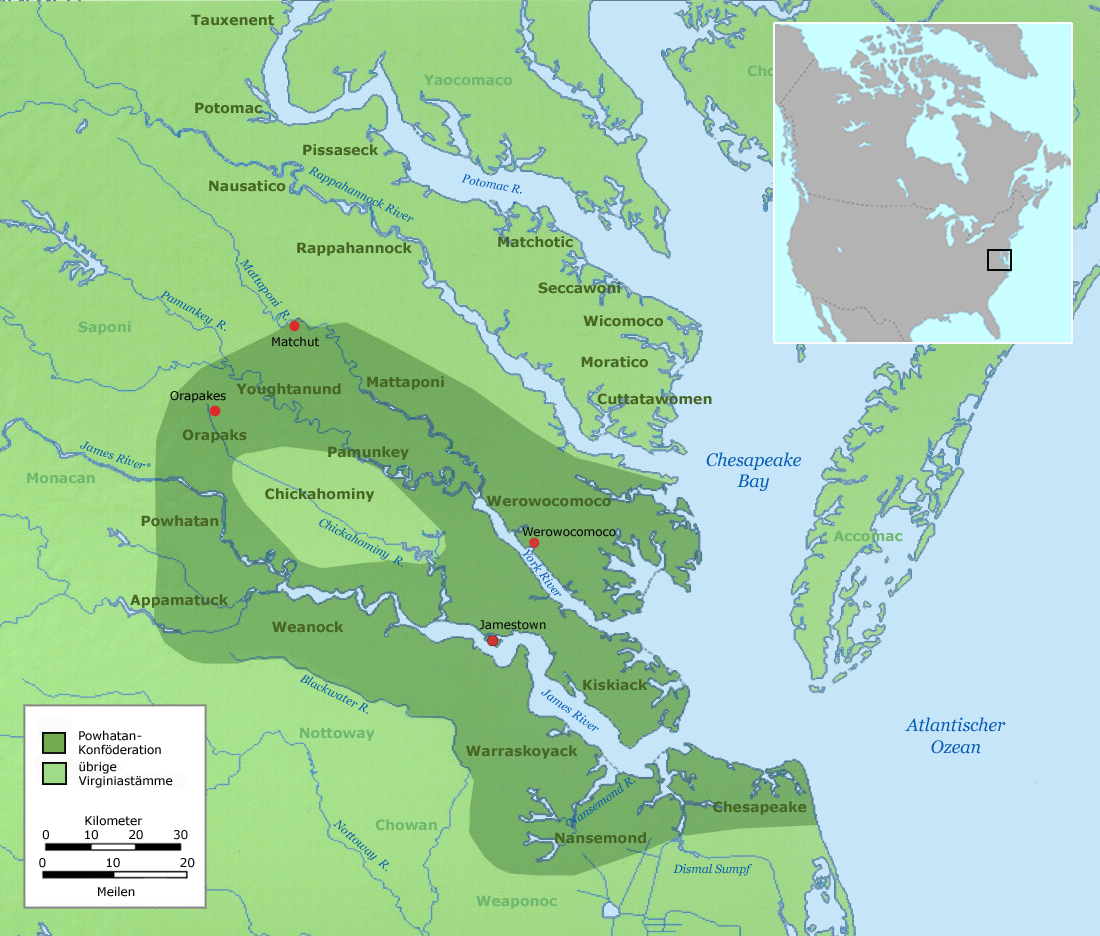
Verbreitung der Stämme in Virginia um 1610

Pamunkey heißt ein Indianerstamm im Nordosten der Vereinigten Staaten, der am gleichnamigen Fluss in Virginia lebte und dort heute in einem Reservat lebt. Ihre Sprache ist jedoch ausgestorben. Im 17. Jahrhundert gehörten die Pamunkey zur Powhatan-Konföderation und waren einer der größten und führenden Stämme des Bündnisses.

## Name und Wohngebiet
Der Name Pamunkey ist die englische Form eines Algonkinwortes und könnte geheimnisvoller Ort oder Ort eines Geheimnisses bedeuten. Die Virginia-Algonkin sprachen unterschiedliche Dialekte, von denen die meisten heute ausgestorben sind. Der Stamm war zu Beginn des 17. Jahrhunderts am Unterlauf des Pamunkey Rivers in der Küste an der Chesapeake Bay beheimatet. Das heutige rund 3,6 km² große Reservat liegt innerhalb dieses traditionellen Stammesgebiets im King William County, Virginia.

## Lebensweise
Die Nahrung der Pamunkey stammte aus der Jagd, dem Fischfang und dem Sammeln von Wildkräutern. Rund ein Viertel des Bedarfs wurde durch den Anbau von Mais, Bohnen, Melonen und Kürbissen gedeckt. Da sie keinen Dünger benutzten, mussten sie die Felder und Dörfer spätestens alle 10 Jahre verlegen, damit sich der Boden erholen konnte. Der Fluss war der Haupttransportweg und die wichtigste Nahrungsquelle. Hier fischten die Männer mit Wehren aus Rohr, Angelhaken, Netzen und Pfeilen, die durch ein Band mit dem Bogen verbunden waren. Sie fingen Barsche, Heringe, Felchen, Maränen, Maifische und Störe. Wasservögel wie Wildgänse und Enten, aber auch Truthähne wurden erlegt oder gefangen. Im Herbst gab es große Mengen an Moorhühnern (Porzana carolina), Sora genannt. Die Pamunkey bauten ein sogenanntes Sorapferd, einen Behälter aus Ton oder Korbgeflecht, der auf einem Pfosten oder in einem Boot befestigt wurde. Darin wurde nachts ein Licht angezündet, das die Vögel anzog. Wenn sie Licht umkreisten, erlegten die Indianer sie mit langen Stöcken. Die Pamunkey bauten bogenförmige Langhäuser aus einem Gerüst aus gekrümmten Baumschößlingen, die mit Matten bedeckt wurden. Die Häuser hatten zwei Türen aus Matten, in offenes Feuer in der Mitte und einen Rauchabzug in der Decke. Mattenbedeckte Plattformen entlang der Wände dienten als Nachtlager. Häuptlinge und Angehörige der Oberklasse bevorzugten mit Rinde bedeckte Häuser.

## Politische Organisation und Gerichtsbarkeit
Dazu gibt es einen Bericht aus dem Jahr 1894: Während die Exekutive durch den Weroance oder Stammeshäuptling ausgeübt wird, übernimmt ein Stammesrat legislative und juristische Funktionen. Früher wurde der Häuptling auf Lebenszeit gewählt, heute dagegen wählen die männlichen Bürger alle vier Jahre einen Häuptling und vier Ratsmitglieder. Die Wahlmethode ist bemerkenswert. Der Stammesrat schlägt zwei Kandidaten vor. Die Wähler des ersten Kandidaten werfen ein Maiskorn in die Wahlurne, während der zweite Kandidat durch den Einwurf einer Bohne gewählt wird. Wer die meisten Maiskörner bzw. Bohnen erhält, gilt als gewählt.
Weroance und Stammesrat fungieren als Richter und Jury, sitzen über Gesetzesbrecher zu Gericht oder versuchen, Streitigkeiten zwischen den Bürgern zu schlichten. Das Stammesgericht ist für alle Verbrechen im Reservat zuständig, ausgenommen Mord. Mordfälle werden vor dem County-Gericht des King Williams County verhandelt. Alle Bewohner des Reservates unterliegen den Stammesgesetzen.

## Geschichte
Die ersten Kontakte mit Europäern gab es um 1570 überwiegend mit Engländern, die in den folgenden Jahren in immer kürzeren Intervallen an der Küste auftauchten. Im Jahr 1607 gründete Captain John Smith die Kolonie Jamestown, die im Gebiet der Powhatan-Konföderation lag und zu dieser Zeit rund 14.000 Siedler zählte. Die friedlichen Handelsbeziehungen und Verbindungen wurden durch den zunehmend herrischen und fordernden werdend Ton der englischen Kolonisten untergraben. Bei seinen Erkundungen der Chesapeake Bay beschlagnahmte Captain John Smith diverse Maislager, wenn er den Mais nicht durch Handel erwerben konnte. Die Indianer erkannten, dass die englischen Forderungen an Umfang und Willkür zunahmen und ihr Respekt vor der indianischen Souveränität abnahm.
Die wohlwollende Politik der Powhatan-Konföderation änderte sich daraufhin. 1608 begannen die Powhatankriege. Am 22. März 1622 überfielen die Indianer unter der Führung des Pamunkey-Häuptlings Opechancanough die englischen Siedlungen und töteten in einem koordinierten Angriff 350 Kolonisten. Die Kolonisten von Jamestown überlebte diesen Ansturm und übte Vergeltung. Der Angriff lieferte eine Rechtfertigung für einen fortwährenden Krieg gegen die „verräterischen Wilden“.
Über 10 Jahre  vernichteten die Kolonisten die Ernten und  Nahrungsmittelvorräte der Pamunkey und ihrer Nachbarn. Ein Vertrauensverhältnis kehrte niemals zurück, selbst als die offenen Feindseligkeiten abnahmen. Ein Gesetz aus dem Jahr 1632 drohte jedem Siedler strenge Bestrafung an, der freiwillig mit einem Indianer sprach und ihn nicht unverzüglich zum englischen Kommandanten brachte.
Am 18. April 1644 griff Opechacanough erneut die Kolonisten an. Nahezu 500 Kolonisten wurden getötet. Nach zwei Jahren beendete die Gefangennahme Opechacanoughs durch Gouverneur Sir William Berkeley den Krieg. Im Vertrag vom Oktober 1646 wurden Bedingungen festgelegt, die das Wohngebiet der Indianer erheblich verkleinerten und ihre Bewegungsfreiheit einschränkten. Der gefangene Opechanacough wurde von einer englischen Wache hinterrücks erschossen.
Nach der Niederlage der Powhatan-Konföderation setzte sich englische Expansion fort. 1652 lockerte sich die königliche Herrschaft über die Kolonie, die weiße Bevölkerung wuchs schneller und es kam zu Landnahmen der Kolonisten an den Flussmündungen, wodurch der Vertrag von 1646 gebrochen wurde. Die Folge waren erneute Konflikte mit den Ureinwohnern. Die Indianergärten entlang der Virginia-Flüsse zählten zu den begehrtesten Ländereien für die Kolonisten, die auf der Suche nach neuem Land für den Tabakanbau waren. Die Pamunkey wurden zunehmend von den  Engländern kontrolliert und wurden als tributpflichtige Indianer bezeichnet, im Gegensatz zu fremden Indianern, wie den Susquehannock, den Monacan und anderen jenseits der Siedlungsgrenze, mit denen die Engländer zunehmend durch Handel und Erkundungsfahrten in Berührung kamen.
In dieser Zeit wurden Vorkehrungen getroffen, Reservate für die Indianer einzurichten und Handel mit ihnen zu regeln. Nach der Bacon’s Rebellion im Jahr 1676, bei der die Pamunkey auf der Seite von Gouverneur Berkeley standen, wurde 1677 im Namen von König Charles II. ein Friedensvertrag mit den beteiligten Indianerstämmen unterzeichnet. Manche von ihnen, zum Beispiel die Queen der Pamunkey Cockacoeske, belohnte Charles als Zeichen seiner Zuneigung für ihre Standhaftigkeit angesichts Bacons unberechtigter Angriffe. Zugleich wurde das schon 1658 zugewiesene Reservat am Unterlauf des Pamunkey Rivers bestätigt.

## Heutige Situation
Die rund 3,6 km² (900 Acres) große Pamunkey Indian Reservation liegt am Pamunkey River, etwa 30 km nordwestlich der Stadt West Point in Virginia. Annähernd 2,2 km² (550 Acres) sind bewaldeter Sumpf oder aus anderen Gründen nicht für die Landwirtschaft geeignet. Während das Ackerland unter den Bewohnern aufgeteilt ist, wird der Rest in sechs Flächen oder Jagdgebiete unterteilt und jährlich an den höchsten, zumeist weißen Anbieter verpachtet. Im Reservat leben momentan 28 Pamunkey-Familien.  Weitere Stammesangehörige sind im benachbarten Richmond, sowie im gesamten Staat Virginia und den USA zu finden. Im Jahr 1979 wurde im Reservat das Pamunkey Indian Museum im Stil eines traditionellen Langhauses erbaut, in dem die ursprüngliche Lebensweise und die Geschichte der Pamunkey dargestellt wird. Das Museum enthält zudem eine Ausstellung über das Töpferhandwerk des Stammes.
Der Stamm wird von einem Häuptling und einem sechsköpfigen Stammesrat (Council) geführt, der alle vier Jahre durch die Stammesmitglieder in der oben beschriebenen traditionellen Weise gewählt wird. Heute nimmt man Maiskörner und Erbsen bei der Abstimmung, wobei ein Maiskorn ja bedeutet, während eine Erbse als nein gewertet wird. Die Volkszählung im Jahr 2000 ermittelte 347 Stammesangehörige. Häuptling der Pamunkey war 2009 Kevin Brown.